# 2011 Idol Star Athletics – Swimming Championships
2011 Idol Star Athletics – Swimming Championships (kor. 아이돌 스타 육상-수영 선수권 대회) – druga edycja ISAC. Zawody odbyły się 23 stycznia 2011 roku w Jamsil Arena w Seulu (Korea Południowa) i były transmitowane przez stację MBC 5 i 6 lutego 2011 roku od 8:40. 140 zawodników podzielonych na 17 drużyn konkurowało ze sobą w 4 dyscyplinach.

## Zawodnicy
- Drużyna A: MBLAQ
- Drużyna B: T-ara, Davichi, SeeYa, Supernova, SG Wannabe
- Drużyna C: After School
- Drużyna D: BEAST, 4minute, G.NA
- Drużyna E: Sistar
- Drużyna F: U-KISS
- Drużyna G: Secret
- Drużyna H: Infinite
- Drużyna I: IU, Seungri (Big Bang)
- Drużyna J: ZE:A, Nine Muses, Jewelry
- Drużyna K: Rainbow
- Drużyna L: 2AM, 8Eight
- Drużyna M: Brown Eyed Girls
- Drużyna N: 2PM, miss A
- Drużyna O: SHINee, TRAX, f(x)
- Drużyna P: Lee Jang-woo, Hwangbo (Chakra), Kan Mi-youn, Chae Yeon, Kim Dong-wan (Shinhwa), Marco, Kim Kyung-jin, Han Min-kwan, Son Hoyoung (g.o.d.), Ahn Jin-young
- Drużyna Q: Teen Top, NS Yoon-G, Dalmatian, Dal Shabet, TOUCH, Girl’s Day

## Zwycięzcy

### Mężczyźni

#### Lekkoatletyka
| Konkurencja       | złoto          | złoto  | srebro            | srebro | brąz             | brąz  |
| ----------------- | -------------- | ------ | ----------------- | ------ | ---------------- | ----- |
| 50 m              | Dongjun (ZE:A) | 6,19   | Lee Hyun (8Eight) | 6,29   | Jo Kwon (2AM)    | 6,55  |
| 50 m przez płotki | Minho (SHINee) | 7,35   | Dongjun (ZE:A)    | 7,54   | Soohyun (U-KISS) | 7,97  |
| Skok wzwyż        | Minho (SHINee) | 1,70 m | Nichkhun (2PM)    | 1,65m  | Jinwoon (2AM)    | 1,60m |

#### Pływanie
| Konkurencja          | złoto          | złoto | srebro        | srebro | brąz         | brąz  |
| -------------------- | -------------- | ----- | ------------- | ------ | ------------ | ----- |
| 50 m stylem dowolnym | Minho (SHINee) | 32,81 | Seulong (2AM) | 34,56  | Lee Jang-woo | 35,29 |

### Kobiety

#### Lekkoatletyka
| Konkurencja | złoto         | złoto | srebro              | srebro | brąz         | brąz |
| ----------- | ------------- | ----- | ------------------- | ------ | ------------ | ---- |
| 50 m        | Bora (SISTAR) | 7,47  | Eunji (Nine Muses)  | 7,53   | Fei (Miss A) | 8,22 |
| Skok wzwyż  | Luna (f(x))   | 1,43  | Fei (Miss A)        | 1,40   |              |      |
| Skok wzwyż  | Luna (f(x))   | 1,43  | Kahi (After School) | 1,40   |              |      |

#### Pływanie
| Konkurencja          | złoto           | złoto | srebro             | srebro | brąz               | brąz  |
| -------------------- | --------------- | ----- | ------------------ | ------ | ------------------ | ----- |
| 50 m stylem dowolnym | Woori (Rainbow) | 43,15 | Jaekyung (Rainbow) | 44,87  | Eunji (Nine Muses) | 54,73 |

## Klasyfikacja
| Pozycja | Drużyna   | Złoto | Srebro | Brąz | Razem |
| ------- | --------- | ----- | ------ | ---- | ----- |
| 1       | Drużyna O | 4     | 0      | 0    | 4     |
| 2       | Drużyna J | 1     | 2      | 1    | 4     |
| 3       | Drużyna K | 1     | 1      | 0    | 2     |
| 4       | Drużyna E | 1     | 0      | 0    | 1     |
| 5       | Drużyna L | 0     | 2      | 2    | 4     |
| 6       | Drużyna N | 0     | 2      | 1    | 3     |
| 7       | Drużyna C | 0     | 1      | 0    | 1     |
| 8       | Drużyna F | 0     | 0      | 1    | 1     |
| 8       | Drużyna P | 0     | 0      | 1    | 1     |

## Oglądalność
| No. | Data emisji | TNmS  | TNmS  | AGB Nielsen | AGB Nielsen |
| No. | Data emisji | Kraj  | Seul  | Kraj        | Seul        |
| --- | ----------- | ----- | ----- | ----------- | ----------- |
| 1   | 2011.02.05  | 14,7% | 19,1% | 18,7%       | 21,9%       |
| 2   | 2011.02.06  | 14,6% | 19,8% | 17,6%       | 20,4%       |